# Ruștior
Ruștior – wieś w Rumunii, w okręgu Bistrița-Năsăud, w gminie Șieuț. W 2011 roku liczyła 590 mieszkańców.